# 金元弘
金元弘（韓語：김원홍，1945年7月17日—）是一名朝鮮民主主義人民共和国軍人、政治人物。

## 經歷
1945年7月17日在黄海道胜湖郡（現黃海北道）出生。1962年1月参加朝鲜人民军。金日成高级党校毕业后，历任朝鲜人民军总政治局指导员、科长、副部长、军政治委员，2003年~2010年，任朝鲜人民军保卫司令部司令官，负责政治保卫工作。2009年4月，晋升朝鲜人民军大将。2010年2月~2012年4月，任朝鲜人民军总政治局副局长，负责组织事务。2010年9月，在朝鲜劳动党第三次代表会议上，当选为朝鲜劳动党中央委员会委员、中央军事委员会委员。2012年4月，被任命为朝鲜国家安全保卫部部长。2012年4月11日在朝鲜劳动党第四次代表会议上，当选为朝鲜劳动党中央政治局委员；在朝鲜第十二届最高人民会议第五次会议上，当选为朝鲜民主主义人民共和国国防委员会委员。